# 高蔵寺郵便局
高蔵寺郵便局（こうぞうじゆうびんきょく）は愛知県春日井市中央台にある郵便局。民営化前の分類では集配普通郵便局であった。

## 沿革
- 1920年（大正9年）6月1日 - 開局。
- 1967年（昭和42年）9月23日 - 電話交換業務を春日井電報電話局に移管[1]。
- 1970年（昭和45年）10月11日 - 春日井市高蔵寺町三丁目から同市高蔵寺町二丁目に移転。
- 1972年（昭和47年）4月10日 - 特定郵便局から普通郵便局に局種別改定するとともに、春日井市高蔵寺町二丁目から同市春日井都市計画高蔵寺土地区画整理事業施工区域内一工区へ移転。
- 1973年（昭和48年）5月1日 - 和文電報配達業務を春日井電報電話局に移管。
- 1998年（平成10年）9月1日 - 外国通貨の両替および旅行小切手の売買に関する業務取扱を開始。
- 2001年（平成13年）4月1日 - 高蔵寺白山簡易郵便局の廃止に伴い、取扱事務を承継。
- 2006年（平成18年）10月1日 - 坂下郵便局から「480-03xx」区域の集配業務を移管[2]。
- 2007年（平成19年）10月1日 - 民営化に伴い、併設された郵便事業高蔵寺支店に一部業務を移管。
- 2012年（平成24年）10月1日 - 日本郵便株式会社発足に伴い、郵便事業高蔵寺支店を高蔵寺郵便局に統合。

## 取扱内容
- 郵便、印紙、ゆうパック、内容証明
- 貯金、為替、振替、振込、国際送金、外貨両替・トラベラーズチェック、国債、投資信託
- 生命保険、バイク自賠責保険、自動車保険
- ゆうちょ銀行ATM
- 「487-00xx」「480-03xx」区域（春日井市の一部）の集配業務
- ゆうゆう窓口

## 周辺
- 高蔵寺ニュータウン
- 春日井市東部市民センター
- 愛知県立高蔵寺高等学校
- 春日井市立中央台小学校
- サンマルシェ（アピタ高蔵寺店など）
- 航空自衛隊高蔵寺分屯基地

## アクセス
- JR中央本線 高蔵寺駅から北へ約2.6km（徒歩で約30分）。
- 名鉄バス「中央台」停留所、サンマルシェ循環バス「アピタ館」停留所もしくは「スポーツクラブNAS前」停留所下車。
- 東名高速道路 春日井ICから東へ約6km、中央自動車道 小牧東ICから南東へ約7km。
- 駐車場あり：14台